# Fluoreszenzlöschung
Der Effekt der Fluoreszenzlöschung (englisch Quenching) bezeichnet Vorgänge, die eine Abnahme in der Intensität der Fluoreszenz eines Fluorophors bewirken, ohne dass dieser zerstört wird.
Eine Reihe von Effekten können zur Fluoreszenzlöschung führen, wie:
- Komplexbildung
- interne Konversion
- Energieübertragung auf andere Moleküle, die Quencher. Diese Art der Fluoreszenzlöschung ist reversibel: Die Fluoreszenz steigt wieder an, sobald der Quencher entfernt wird.

Vom Quenching zu unterscheiden ist die Abnahme der Fluoreszenz aufgrund hoher Anregungsintensitäten oder (meist ungewollter) chemischer Veränderungen des Farbstoffes, z. B. durch Oxidation in Anwesenheit von Sauerstoff. Diese Art der Fluoreszenzabnahme wird als Ausbleichen des Farbstoffes oder Photobleichung bezeichnet; der Fluorophor wird dabei irreversibel zerstört.

## Quenching-Effekte
Zu den Quenching-Effekten gehören alle Vorgänge, die entweder den angeregten Zustand des Fluorophors strahlungslos in den Grundzustand überführen oder aber verhindern, dass der Fluorophor in den angeregten Zustand übergehen kann.
Dynamisches Quenching
Beim dynamischen Quenching wird die Energie des angeregten Fluorophores durch den Zusammenstoß mit einem Quenchermolekül auf dieses Quenchermolekül übertragen, wobei die Energie letztlich in Wärme übergeht. Diese Art des Quenchings wird auch als Stoßlöschung bezeichnet. Die Verringerung der Fluoreszenz durch dynamisches Quenching kann mit der Stern-Volmer-Gleichung beschrieben werden, speziell mit der Stern-Volmer-Gleichung für dynamisches Quenching.
Statisches Quenching
Beim statischen Quenching bilden Fluorophor und Quenchermolekül einen Komplex, dessen Fluoreszenz verringert ist oder ganz ausbleibt. Durch die Komplexbildung wird die Konzentration fluoreszenzfähiger Fluorophore verringert. Die Verringerung der Fluoreszenz durch statisches Quenching kann mit einer Abwandlung der Stern-Volmer-Gleichung beschrieben werden, der Stern-Volmer-Gleichung für statisches Quenching.
Resonanz-Energie-Transfer
Beim Resonanz-Energie-Transfer wird die Energie des angeregten Zustandes des Fluorophors D (Donor) strahlungslos durch Resonanzeffekte auf ein zweites Molekül A (Akzeptor) übertragen. Dadurch verringert sich die Fluoreszenz des Fluorophors. Der Resonanz-Energie-Transfer kann über den Förster-Resonanzenergietransfer (FRET) beschrieben werden.
Mischeffekte
Häufig kann eine Quenchermolekül-Spezies den Fluorophor über mehr als einen Effekt quenchen, dann entstehen  Mischeffekte. Oft treten dynamisches und statisches Quenching gemeinsam auf, was sich durch eine Erweiterung der Stern-Volmer-Gleichung für das Mischquenching beschreiben lässt.
Nebeneffekte
Bei der Anregung wird Photonenenergie eingefangen, beim Quenching wird sie im Material verteilt. Daraus folgt eine Temperaturerhöhung. Durch die Wärmebewegung werden die Absorber auch angeregt und können dadurch strahlen. Das ist eine Konsequenz des Kirchhoffschen Strahlungsgesetzes. Die Abstrahlung entzieht dem Material Energie, das dadurch kühler wird. Meistens können diese Nebeneffekte vernachlässigt werden, aber bei speziellen Vorgängen können sie bedeutsam sein.

## Anwendungen
Da die Löschung der Fluoreszenz ein leicht zu beobachtendes und messendes Phänomen ist, bietet sie sich als Indikator für auf molekularer Ebene stattfindende Prozesse an. Ein grundlegendes Prinzip ist dabei, dass durch die An- oder Abwesenheit einer Zielsubstanz in Lösung ein Fluorophor und sein Quencher einander nahegebracht (keine Fluoreszenz) oder voneinander entfernt werden (Fluoreszenz). In der Grundlagenforschung wird dabei oft die Fluoreszenzlebensdauer gemessen. Die einfachere Alternative, die Fluoreszenzintensität zu messen, ist bei optischen Sensoren häufiger anzutreffen. Beispiele:
Sauerstoffmessung mit der pO2-Optrode
Als Fluorophore werden Ruthenium(II)-Komplexe mit α-Diimin-Liganden oder polycyclische aromatische Kohlenwasserstoffe (Perylen, Decacyclen, Pyrenbuttersäure) verwendet.
Indikator für Kalium-Ionen
Ein Nachweis für Kalium-Ionen arbeitet mit einem kurzen DNA-Fragment (Telomer-Sequenz), an dessen Enden Farbstoff und Quencher kovalent gebunden sind. In Lösung sind sie voneinander getrennt und der Farbstoff fluoresziert. Wickelt sich das DNA-Fragment jedoch um ein Kalium-Ion, so berühren sie sich und die Fluoreszenz wird gelöscht. Bei Anwesenheit der Zielsubstanz findet keine Fluoreszenz statt.
Indikator für DNA-Hybridisierung
Ein anderer Nachweis nutzt die Tatsache, dass DNA, sobald sie mit ihrem Gegenstrang hybridisiert, eine steifere, lineare Form einnimmt. In dieser Anwendung wird die Löschung beendet, sobald – bei Anwesenheit eines korrekt basenpaarenden Gegenstranges – Fluorophor und Quencher, die an den Enden des Stranges angebracht sind, voneinander getrennt werden. Bei Anwesenheit der Zielsubstanz findet Fluoreszenz statt.
Optimierung von Hyperpolarisationsvorgängen
Bei der Hyperpolarisation von Gasen werden Quenchermoleküle eingefügt, um die Rate der spontanen Emission der Gasmoleküle im angeregten Zustand zu reduzieren und so andere Gasmoleküle vor Reabsorption von unpolarisiertem Licht zu schützen.